# Thea Buyken
Thea Buyken, verheiratete von der Lieck (* 23. Dezember 1906 in Mönchengladbach; † 1993), war eine deutsche Historikerin.
Thea Buyken wurde nach einem Studium der Geschichte 1931 an der Universität Bonn promoviert. Bekannt wurde ihre zusammen mit ihrem akademischen Lehrer, dem Rechtshistoriker Hans Planitz 1952 erarbeitete Bibliographie zur deutschen Rechtsgeschichte. Sie legte außerdem grundlegende Forschungen zu den Konstitutionen von Melfi Friedrichs II. von Hohenstaufen und Studien zur Kölner Stadtgeschichte vor.

## Schriften (Auswahl)
- Die Konstitutionen Friedrichs II. von Hohenstaufen für sein Königreich Sizilien. Erg.-Bd. Teil 1: Der griechische Text. Teil 2: Die lateinischen und griechischen Register, Böhlau, Köln/Wien 1978–1986.
- Die Constitutionen von Melfi und das Jus Francorum (= Wissenschaftliche Abhandlungen der Rheinisch-Westfälischen Akademie der Wissenschaften, Bd. 51). Westdeutscher Verlag, Köln/Opladen 1973, ISBN 3-531-09051-8.
- Das römische Recht in den Constitutionen von Melfi (= Wissenschaftliche Abhandlungen der Arbeitsgemeinschaft für Forschung des Landes Nordrhein-Westfalen, Bd. 17). Westdeutscher Verlag, Köln/Opladen 1960.[1]
- Bearb. mit Hans Planitz: Bibliographie zur deutschen Rechtsgeschichte. Klostermann, Frankfurt am Main 1952.
- Hrsg. zusammen mit Hans Planitz: Die Kölner Schreinsbücher des 13. und 14. Jahrhunderts (= Publikationen der Gesellschaft für Rheinische Geschichtskunde, Bd. 46). Böhlau, Weimar 1937.
- mit Hermann Conrad: Die Amtleutebücher der kölnischen Sondergemeinden (= Publikationen der Gesellschaft für Rheinische Geschichtskunde, Bd. 45). Böhlau, Weimar 1936.
- Enea Silvio Piccolomini. Sein Leben und Werden bis zum Episkopat. Bonn 1931.